# Duch roweru
Duch roweru (ang. ghost bike) – instalacja w przestrzeni miejskiej upamiętniająca rowerzystę zabitego w wyniku wypadku drogowego. Duch to zwykle stary rower w całości pomalowany na kolor biały, ustawiony w miejscu, gdzie w wyniku potrącenia przez samochód zginął rowerzysta. Duchy stanowią uhonorowanie pamięci zabitego, a także są przestrogą dla innych i cichym wsparciem prawa do bezpiecznego poruszania się przez rowerzystów.

## Idea
Autorem pomysłu ustawiania takich instalacji jest Jo Slota, artysta z San Francisco, który przygotował prototyp ducha w kwietniu 2002 roku. Na potrzeby swojego projektu wyszukał porzucony stary rower, pomalował go na biało i sfotografował, a zdjęcie umieścił na swojej witrynie internetowej ghostbike.net.

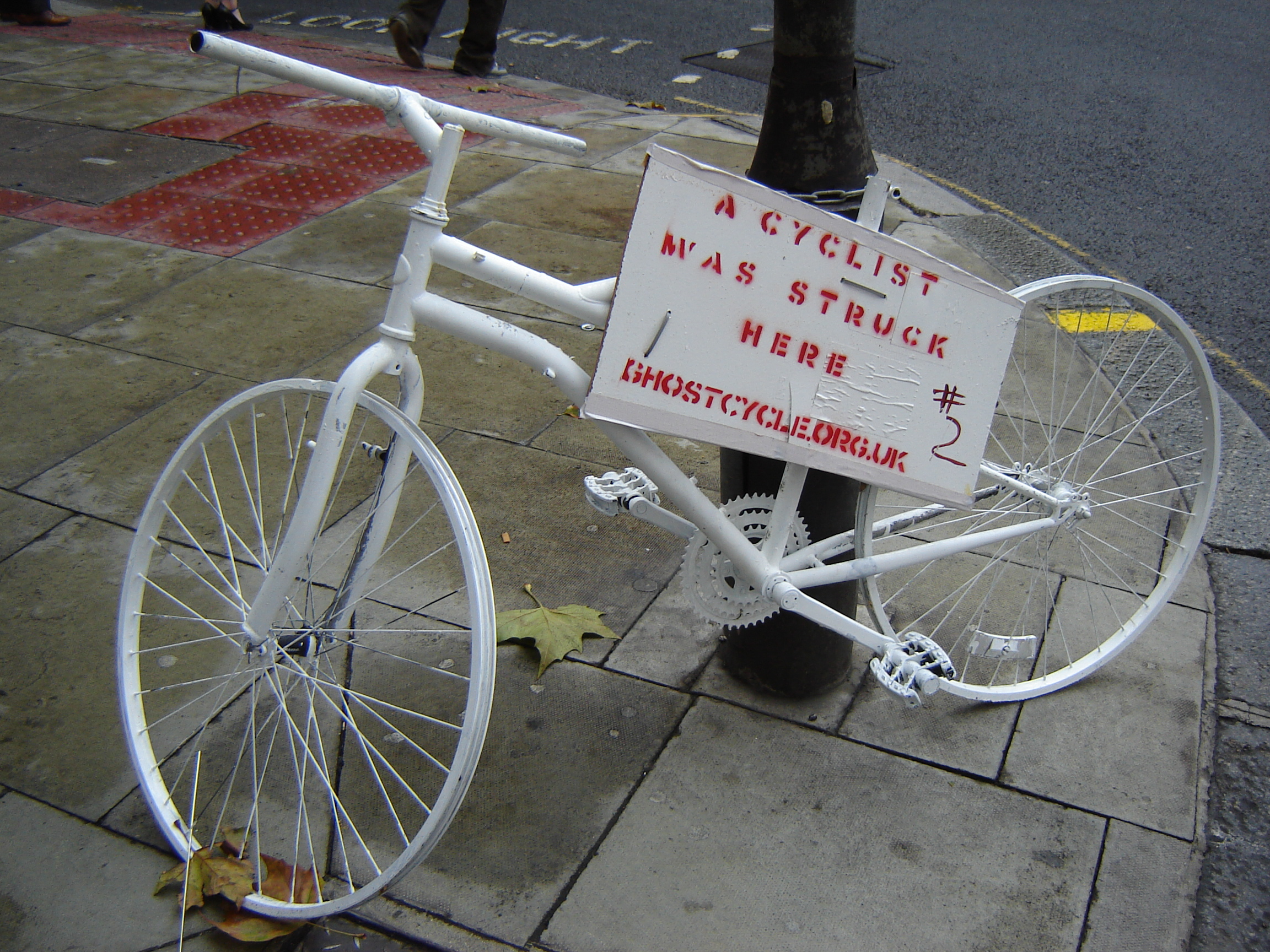
Duch roweru w Londynie (2005)

## Pierwszy duch
Pierwszego ducha roweru ustawił Patrick Van Der Tuin przy Holly Hills Boulevard w St. Louis (USA) w październiku 2003. Van Der Tuin wraz z przyjaciółmi postawił kolejnych 15 duchów rowerów, do czego posłużyły mu zniszczone po wypadkach rowery. Następne duchy rowerów powstawały w Pittsburghu (2004), Nowym Jorku,  Seattle (2005) oraz Chicago (2006). Londyńskie duchy powstały w 2005 oraz 2006 roku. Później podobne instalacje pojawiły się także w wielu innych krajach na całym świecie.

## Polskie duchy rowerów

### Poznań

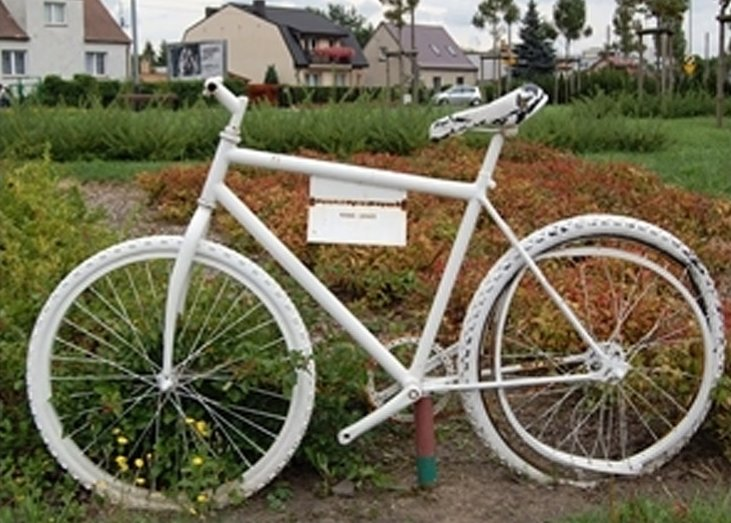
Pierwszy poznański duch roweru (2005)

W Poznaniu do 2018 r. ustawione zostały 4 duchy rowerów:
1. 2005: skrzyżowanie ul. Strzeszyńskiej z ul. Krynicką
2. 2010: most Dworcowy
3. 2013: skrzyżowanie ul. św. Marcin z al. Niepodległości
4. 2014: skrzyżowanie  ul. Jana Pawła II z ul. Berdychowo

### Łódź

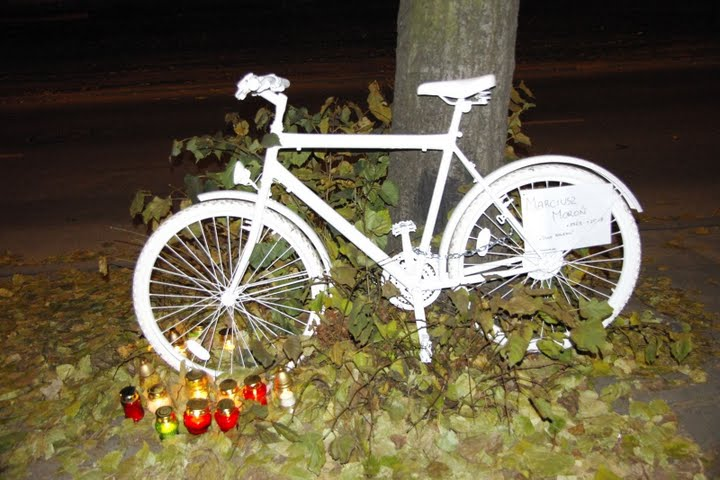
Pierwszy łódzki duch roweru (2009)

Pierwszy duch roweru w Łodzi został ustawiony 2 listopada 2009 roku według pomysłu Wojciecha Makowskiego z Fundacji Normalne Miasto – Fenomen, która organizuje Łódzką Masę Krytyczną. Początkowo duch miał być ustawiony podczas przejazdu Masy Krytycznej 30 października, jednak zdecydowano się na przesunięcie odsłonięcia ducha roweru na zaduszki. W uroczystości uczestniczyła matka zabitego w tym miejscu Marciusza Moronia, rowerzyści oraz jego znajomi. Duch stanął przy bramie Starego Cmentarza. Podczas symbolicznego odsłonięcia organizatorzy zaapelowali o poprawę sytuacji na polskich drogach, które według danych statystycznych są najmniej bezpieczne dla rowerzystów w całej Unii Europejskiej.